# Fritz E. Kühn
Fritz Elmar Kühn (* 27. Oktober 1965 Freising) ist ein deutscher Chemiker.

## Leben und Wirken
Kühn absolvierte sein Chemiestudium an der Technischen Universität München (TUM), das er von 1986 bis 1991 verfolgte. Während seines Studiums erwarb er 1988 das Vordiplom und schloss sein Diplom im Januar 1992 ab. Direkt im Anschluss daran begann er mit seiner Promotion in der Arbeitsgruppe von Wolfgang A. Herrmann, die er 1994 erfolgreich abschloss.
Nach seiner Promotion setzte er seine wissenschaftliche Karriere als Postdoktorand fort, zunächst an der Texas A&M University in College Station (USA), wo er von 1995 bis 1996 in der Arbeitsgruppe von F. Albert Cotton forschte. Anschließend habilitierte er sich an der TUM im Bereich der Anorganischen Chemie und erlangte im Jahr 2000 die Habilitation.
Im Jahr 2006 wurde er Professor für Molekulare Katalyse an der TUM in Garching bei München. Zuvor hatte er von 2003 bis 2006 bereits leitende Funktionen an der TUM übernommen, darunter auch die kommissarische Vertretung des Lehrstuhls für Anorganische Chemie. Kühns Forschungsschwerpunkte liegen in den Bereichen Metallorganische Chemie, Medizinische Chemie und molekulare Katalyse. Seine Forschung konzentriert sich auf das mechanistische Verhalten und die praktische und industrielle Anwendung effizienter Katalysatoren.
Seit 2007 ist Kühn Auslandsbeauftragter der Chemieabteilung der TUM und seit 2010 Dekan der Graduiertenschule der Chemieabteilung. Er ist auch in verschiedenen weiteren wissenschaftlichen Gremien aktiv, unter anderem als Vorstandsmitglied von TUM-Create (Singapur) und der TUM Graduate School. Von 2016 bis 2020 war Kühn Studiendekan der Chemieabteilung der TUM und hatte in dieser Zeit die akademische Struktur und die Weiterentwicklung der Studiengänge beeinflusst.

## Mitgliedschaften und Auszeichnungen
Kühn ist seit 1999 Mitglied der Gesellschaft Deutscher Chemiker (GDCh) und seit 2003 Mitglied der American Chemical Society (ACS). 
Im Jahr 2012 erhielt Kühn den „International Scientific and Technological Cooperation Award“ an der Universität Liaoning in Shenyang, China.